# 洪湖赤卫队
洪湖赤卫队是指1920年代末，中国共产党在湖北省洪湖地区组织、领导的一系列来自由农民组成的赤卫队、游击队组织。1929年3月，组建鄂西游击大队；9月，整编各路游击队，组建洪湖游击总队。周逸群任总队长兼党代表，段德昌任参谋长。其后，经过不断改编，在1930年7月，成为红二军团一部，参与创立湘鄂西苏区。